# Driver: Renegade
Driver: Renegade es un videojuego desarrollado por Ubisoft. Fue lanzado el 30 de agosto de 2011 para la consola Nintendo 3DS, también fue lanzado en Australasia el 1 de septiembre de 2011, en Europa el 2 de septiembre de 2011 en Norteamérica el 6 de septiembre de 2011 y en Japón el 10 de noviembre de 2011. Forma parte de la saga Driver.

## Modo de Juego
El juego incluye más de 100 misiones y un máximo de 50 coches que se pueden sintonizar en el garaje. También incluye la Barra de Ira (Rage Bar) para derribar vehículos enemigos. También incluye 7 desafíos incluyendo el Tiempo de Ataque (Time Attack), Modo Eliminación (Elimination Mode) y Carretera de Guerra (Road War). De acuerdo con la versión Nintendo eShop de Nintendo 3DS, el juego será compatible con la función StreetPass a lo largo del Nintendo Wi-Fi.

## Recepción
Driver: Renegade recibió mixtas críticas sobre su lanzamiento; el juego recibió una puntuación de Metacritic con un 48%, mientras que GameRankings dio una puntuación de 3.5 de 10. sin embargo, IGN entregó una puntuación de 7.1 de 10.